# 충청남도의 선거구
충청남도의 선거구는 국회의원 선거구 11개, 도의원 선거구 36개로 이루어져 있으며 15개의 시·군의원 선거구도 존재한다.

## 국회의원 선거구
| 번호 | 선거구명             | 관할 구역 |
| ---- | -------------------- | --- |
| 1    | 천안시 갑            | 천안시 동남구 목천읍, 북면, 성남면, 수신면, 병천면, 동면, 중앙동, 문성동, 원성1동, 원성2동, 봉명동, 일봉동, 신안동, 청룡동, 서북구 성정1동, 성정2동 |
| 2    | 천안시 을            | 천안시 서북구 성환읍, 성거읍, 직산읍, 입장면, 백석동,부성1동, 부성2동                                                                               |
| 3    | 천안시 병            | 천안시 동남구 풍세면, 광덕면, 신방동, 서북구 쌍용1동, 쌍용2동, 쌍용3동, 불당동                                                                      |
| 4    | 공주시·부여군·청양군 | 공주시, 부여군, 청양군 전 지역 |
| 5    | 보령시·서천군        | 보령시, 서천군 전 지역 |
| 6    | 아산시 갑            | 아산시 선장면, 도고면, 신창면, 온양1동, 온양2동, 온양3동, 온양4동, 온양5동, 온양6동                                                                 |
| 7    | 아산시 을            | 아산시 염치읍, 배방읍, 송악면, 탕정면, 음봉면, 둔포면, 영인면, 인주면                                                                               |
| 8    | 서산시·태안군        | 서산시, 태안군 전 지역 |
| 9    | 논산시·계룡시·금산군 | 논산시, 계룡시, 금산군 전 지역 |
| 10   | 당진시               | 당진시 전 지역 |
| 11   | 홍성군·예산군        | 홍성군, 예산군 전 지역 |

## 도의원 선거구
| 번호 | 선거구명         | 관할 구역                                                                                   |
| ---- | ---------------- | ------------------------------------------------------------------------------------------- |
| 1    | 천안시 제1선거구 | 천안시 동남구 목천읍, 성남면, 수신면, 동면, 병천면, 북면, 풍세면, 광덕면                    |
| 2    | 천안시 제2선거구 | 천안시 동남구 일봉동, 봉명동, 중앙동, 문성동, 신안동                                        |
| 3    | 천안시 제3선거구 | 천안시 동남구 원성1동, 원성2동, 청룡동                                                      |
| 4    | 천안시 제4선거구 | 천안시 동남구 신방동, 서북구 쌍용2동                                                        |
| 5    | 천안시 제5선거구 | 천안시 서북구 성환읍, 성거읍, 입장면                                                        |
| 6    | 천안시 제6선거구 | 천안시 서북구 직산읍, 부성1동, 부성2동                                                      |
| 7    | 천안시 제7선거구 | 천안시 서북구 백석동, 성정1동, 성정2동                                                      |
| 8    | 천안시 제8선거구 | 천안시 서북구 쌍용1동, 쌍용3동, 불당동                                                      |
| 9    | 공주시 제1선거구 | 공주시 이인면, 탄천면, 계룡면, 반포면, 중학동, 웅진동, 금학동, 옥룡동                       |
| 10   | 공주시 제2선거구 | 공주시 유구읍, 의당면, 정안면, 우성면, 사곡면, 신풍면, 신관동, 월송동                       |
| 11   | 보령시 제1선거구 | 보령시 주포면, 주교면, 오천면, 천북면, 청소면, 청라면, 대천1동, 대천2동                     |
| 12   | 보령시 제2선거구 | 보령시 웅천읍, 남포면, 주산면, 미산면, 성주면, 대천3동, 대천4동, 대천5동                    |
| 13   | 아산시 제1선거구 | 아산시 염치읍, 둔포면, 영인면, 인주면, 신창면, 음봉면                                       |
| 14   | 아산시 제2선거구 | 아산시 온양1동, 온양2동, 온양3동, 온양4동                                                   |
| 15   | 아산시 제3선거구 | 아산시 선장면, 송악면, 도고면, 온양5동, 온양6동                                             |
| 16   | 아산시 제4선거구 | 아산시 배방읍, 탕정면                                                                       |
| 17   | 서산시 제1선거구 | 서산시 대산읍, 인지면, 부석면, 팔봉면, 지곡면, 성연면, 부춘동, 석남동                       |
| 18   | 서산시 제2선거구 | 서산시 음암면, 운산면, 해미면, 고북면, 동문1동, 동문2동, 수석동                             |
| 19   | 논산시 제1선거구 | 논산시 성동면, 광석면, 노성면, 상월면, 부적면, 취암동, 부창동                               |
| 20   | 논산시 제2선거구 | 논산시 강경읍, 연무읍, 연산면, 벌곡면, 양촌면, 가야곡면, 은진면, 채운면                     |
| 21   | 계룡시 선거구    | 계룡시 전 지역                                                                              |
| 22   | 당진시 제1선거구 | 당진시 고대면, 석문면, 대호지면, 정미면, 송산면, 당진1동, 당진2동, 당진3동                  |
| 23   | 당진시 제2선거구 | 당진시 합덕읍, 송악읍, 면천면, 순성면, 우강면, 신평면                                       |
| 24   | 금산군 제1선거구 | 금산군 금산읍, 부리면, 남일면, 남이면                                                       |
| 25   | 금산군 제2선거구 | 금산군 금성면, 제원면, 군북면, 진산면, 복수면, 추부면                                       |
| 26   | 부여군 제1선거구 | 부여군 부여읍, 규암면, 은산면, 석성면, 초촌면                                               |
| 27   | 부여군 제2선거구 | 부여군 외산면, 내산면, 구룡면, 홍산면, 옥산면, 남면, 충화면, 양화면, 임천면, 장암면, 세도면 |
| 28   | 서천군 제1선거구 | 서천군 장항읍, 마서면, 화양면, 기산면, 한산면, 마산면                                       |
| 29   | 서천군 제2선거구 | 서천군 서천읍, 시초면, 문산면, 판교면, 종천면, 비인면, 서면                                 |
| 30   | 청양군 선거구    | 청양군 전 지역                                                                              |
| 31   | 홍성군 제1선거구 | 홍성군 홍성읍, 홍북읍, 금마면, 갈산면, 구항면                                               |
| 32   | 홍성군 제2선거구 | 홍성군 광천읍, 홍동면, 장곡면, 은하면, 결성면, 서부면                                       |
| 33   | 예산군 제1선거구 | 예산군 예산읍, 대술면, 신양면, 광시면                                                       |
| 34   | 예산군 제2선거구 | 예산군 삽교읍, 대흥면, 응봉면, 덕산면, 봉산면, 고덕면, 신암면, 오가면                       |
| 35   | 태안군 제1선거구 | 태안군 태안읍, 원북면, 이원면                                                               |
| 36   | 태안군 제2선거구 | 태안군 안면읍, 고남면, 남면, 근흥면, 소원면                                                 |

## 같이 보기
- 대한민국의 선거구